# بودریو
بودریو (به ایتالیایی: Budrio) یک منطقهٔ مسکونی در ایتالیا است که در استان بولونیا واقع شده‌است.

## خصوصیات
بودریو ۱۲۰ کیلومترمربع مساحت و ۱۸٬۱۷۷ نفر جمعیت دارد و ۲۶ متر بالاتر از سطح دریا واقع شده‌است.

## خواهرخوانده
شهرهای دولا و ایشناو خواهرخوانده‌های بودریو هستند.